# Hôtel de ville du Puy-en-Velay
L'hôtel de ville du Puy-en-Velay est un édifice situé dans la commune du Puy-en-Velay, dans la Haute-Loire en région Auvergne-Rhône-Alpes.

## Histoire
En 1219, le Puy eut le privilège d'être administré par des consuls élus par les corps de métiers. Après l'émeute de 1276, les habitants du Puy perdirent leurs droits municipaux. Le consulat fut rétabli en 1344 par Philippe de Valois. Sans demeure fixe à l'origine, les consuls acquièrent en 1364 un immeuble rue de Villeneuve afin de tenir les assemblées communales. L'édifice fut démoli vers 1643, date de l'installation du consulat place du Martouret, dans une maison détruite par un incendie en 1653. En 1763 fut décidée la construction de l'hôtel de ville actuel sur le même emplacement. L'architecte Jean-Claude Portal en dressa les plans. 
il a été partiellement détruit par les incendies des 4 janvier 1817 et de 1964.
La façade avec ses ferronneries et toiture, l'escalier d'honneur (créé en 1860) avec sa rampe sont inscrits au titre des monuments historiques par arrêté du 14 avril 1951.

## Description
L'édifice s’élève sur un rez-de-chaussée entresolé et deux étages dominés par un attique. Un corps central surmonté d'un fronton, encadré de fortes chaînes d'angle s'avance. La porte est dominée par un balcon en fer forgé. Dans l''intérieur se trouve un escalier qui est agrémenté d'une rampe en ferronnerie.